# Sáp
Sáp è un comune dell'Ungheria di 1.046 abitanti (dati 2001). È situato nella contea di Hajdú-Bihar.